# バンブーメモリー
バンブーメモリーは日本の競走馬、種牡馬。主な勝ち鞍に1989年の安田記念、1990年のスプリンターズステークス。それぞれの年にJRA賞最優秀スプリンターに選出された。

## 戦績
1987年11月、京都競馬場での新馬戦でデビューし、5着。3戦目で初勝利を挙げるが、蹄が弱くしばらくはダート戦を中心に出走。400万下、900万下のクラスでは全戦馬券圏内の成績を挙げるも、準オープンクラスに上がると着順が低迷するようになる。しかし、1989年4月阪神競馬場での準オープン戦道頓堀ステークスで初めて芝のレースを使われて5馬身差をつけて勝ち上がると、次走のオープン特別シルクロードステークスでもシヨノロマンの3着となり、連闘で重賞初挑戦ながら岡部幸雄鞍上で安田記念へ参戦。競馬ライターの島田明宏によれば、この連闘ローテーションの背景には、道頓堀ステークスでの勝利ののち、次走に内定していたシルクロードステークスではシヨノロマン騎乗の先約があった武豊が「芝でも相当強いから」と、父で管理する武邦彦への進言があったという。安田記念での岡部起用も、武豊が当日の京都競馬場のメインレースである京阪杯でニホンピロブレイブ騎乗の先約があったためである。安田記念では岡部騎乗ながらオープン未勝利、4勝のうち3勝がダートという成績ゆえ10番人気に甘んじるも、末脚を繰り出した末に2着ダイゴウシュールに1馬身半差をつけて優勝した。続く宝塚記念はイナリワンの5着、高松宮杯でもメジロアルダンの2着と掲示板に載り続ける。
秋シーズンに入り、松永昌博鞍上で迎えた初戦のスワンステークスでは2着イーグルシャトーを3馬身差突き放して重賞2勝目を挙げ、マイルチャンピオンシップに駒を進める。このマイルチャンピオンシップには、前走天皇賞（秋）でスーパークリークに屈したオグリキャップが参戦。レースでは、道中は本命のオグリキャップよりも後方に待機し、最終コーナー手前でスパートすると先行するオグリキャップを外からかわし、直線に入って単騎抜け出す。一方のオグリキャップも内から接近するも遅れ気味だったが、ゴール板手前で接近して鼻面を並べてゴール板を通過。写真判定の末、オグリキャップにハナ差及ばぬ2着に終わったが、この一戦はのちに「死闘」、「大激闘」、「マッチレース」などと形容されるようになる。その後はオグリキャップとともにジャパンカップに連闘で出走し13着。一連の活躍により1989年度のJRA最優秀スプリンターに選出された。
翌1990年初戦は金杯（西）の予定だったが出走を取り消す。体調不良が尾を引いて仕切り直しの京王杯スプリングカップで5着、安田記念と宝塚記念はともに6着に終わるが、夏のCBC賞2着を経て出走の高松宮杯でシンウインド以下を下して優勝する。秋初戦の毎日王冠こそ5着だったものの、天皇賞（秋）でヤエノムテキの3着。前年の雪辱を期したマイルチャンピオンシップでは体調も上向きで2年連続単枠指定に支持されたものの、レースではパッシングショットの急襲に遭って2年連続の2着に終わる。次走、この年からGIに昇格したスプリンターズステークスでは、逃げたダイワダグラスやダイタクヘリオスら2番手集団が生み出すハイペースに順応して最後の直線の坂下から馬群をさばいて抜け出し、2着ルイテイトに1馬身半差をつけ、1分7秒8の日本レコードで快勝。その勝利により、初代電撃王という異名を得た。2年連続でJRA賞最優秀スプリンターに選出された。翌1991年も現役を続けるも、初戦の京王杯スプリングカップでは台頭してきたダイイチルビーらを抑えて1番人気に支持されるも4着。安田記念でも単枠指定を受けてダイイチルビーらを大きく引き離す1番人気に支持されたが、レースでは最後の直線で馬群をさばききれず、ダイイチルビー、ダイタクヘリオスに続く3着に終わる。続く宝塚記念で最下位負けを喫した後は低迷し、マイルチャンピオンシップ8着を最後に現役を引退、12月8日に阪神競馬場で引退式が行われ種牡馬となった。

## 競走成績
以下の内容は、netkeiba.comおよびJBISサーチに基づく。
| 年月日     | 競馬場 | 競走名            | 格   | 距離（馬場）  | 頭 数 | 枠 番 | 馬 番 | オッズ（人気） | 着順 | タイム （上り3F/4F） | 着差 | 騎手     | 斤量 （kg） | 勝ち馬/（2着馬）       |
| ---------- | ------ | ----------------- | ---- | ------------- | ----- | ----- | ----- | -------------- | ---- | -------------------- | ---- | -------- | ----------- | ---------------------- |
| 1987.11.14 | 京都   | 3歳新馬           |      | ダ1200m（良） | 10    | 8     | 9     | 07.1（3人）    | 5着  | 1:17.3 (53.5)        | -3.7 | 武豊     | 53          | スルーオベスト         |
| 0000.11.28 | 京都   | 3歳新馬           |      | ダ1400m（重） | 13    | 6     | 8     | 04.0（2人）    | 2着  | 1:26.7 (51.7)        | -0.1 | 武豊     | 53          | マルブツモーゼス       |
| 0000.12.27 | 阪神   | 3歳未勝利         |      | ダ1200m（良） | 12    | 7     | 10    | 02.3（1人）    | 1着  | 1:14.7 (51.1)        | -0.5 | 武豊     | 53          | （チヨノレディー）     |
| 1988.01.09 | 京都   | 4歳400万下        |      | ダ1400m（稍） | 10    | 8     | 9     | 07.9（4人）    | 2着  | 1:26.3 (51.1)        | -0.4 | 武豊     | 54          | ナルエース             |
| 0000.01.16 | 京都   | 白梅賞            | 400  | ダ1200m（良） | 10    | 2     | 2     | 05.4（3人）    | 3着  | 1:13.9 (49.4)        | -0.3 | 武豊     | 55          | エーコーシーザー       |
| 0000.02.06 | 京都   | 4歳400万下        |      | ダ1200m（良） | 10    | 5     | 5     | 04.8（2人）    | 2着  | 1:15.2 (50.6)        | -0.0 | 武豊     | 54          | オテンバギャル         |
| 0000.03.06 | 阪神   | 4歳400万下        |      | ダ1800m（良） | 12    | 4     | 4     | 02.7（1人）    | 1着  | 1:14.0 (50.2)        | -0.3 | 武豊     | 54          | （ジョーエスペランス） |
| 0000.11.06 | 京都   | 天王山特別        | 900  | ダ1400m（稍） | 14    | 4     | 5     | 12.0（4人）    | 3着  | 1:24.9 (48.3)        | -0.4 | 河内洋   | 55          | ダイナアガサ           |
| 0000.11.27 | 京都   | 桃山特別          | 900  | ダ1400m（良） | 12    | 6     | 7     | 05.0（3人）    | 1着  | 1:24.5 (48.3)        | -0.1 | 松永昌博 | 55          | （ダンシングサム）     |
| 0000.12.10 | 阪神   | ポートアイランドS | 1400 | ダ1200m（良） | 9     | 4     | 4     | 02.8（1人）    | 5着  | 1:12.9 (48.6)        | -0.0 | 松永昌博 | 55          | ワンダードレッサー     |
| 0000.12.25 | 阪神   | サンタクロースH   | 1400 | ダ1800m（良） | 16    | 6     | 11    | 11.4（7人）    | 14着 | 1:54.2 (51.8)        | -2.3 | 松永昌博 | 55          | ドウカンジョー         |
| 1989.01.13 | 京都   | 門松S             | 1400 | ダ1400m（重） | 16    | 1     | 2     | 05.9（2人）    | 7着  | 1:23.4 (48.4)        | -0.4 | 松永昌博 | 56          | ワンダーテイオー       |
| 0000.01.28 | 京都   | 羅生門S           | 1400 | ダ1400m（重） | 13    | 2     | 2     | 07.4（5人）    | 4着  | 1:23.6 (48.1)        | -0.4 | 松永昌博 | 56          | ダンシングサム         |
| 0000.02.12 | 京都   | 橿原S             | 1400 | ダ1800m（稍） | 12    | 8     | 11    | 16.5（4人）    | 4着  | 1:51.0 (50.0)        | -0.6 | 武豊     | 56          | タカライデン           |
| 0000.03.05 | 阪神   | 鳴門S             | 1400 | ダ1800m（重） | 15    | 4     | 7     | 10.2（4人）    | 12着 | 1:52.4 (50.6)        | -1.4 | 武豊     | 54          | ノスタルジア           |
| 0000.04.08 | 阪神   | 道頓堀S           | 1400 | 芝1600m（不） | 10    | 6     | 6     | 10.5（6人）    | 1着  | 1:36.5 (48.6)        | -0.9 | 武豊     | 56          | （ヒシノスープラ）     |
| 0000.05.06 | 京都   | シルクロードS     | OP   | 芝1600m（良） | 14    | 1     | 1     | 06.0（3人）    | 3着  | 1:35.8 (47.0)        | -0.1 | 松永昌博 | 55          | シヨノロマン           |
| 0000.05.14 | 東京   | 安田記念          | GI   | 芝1600m（稍） | 17    | 7     | 14    | 18.7（10人）   | 1着  | 1:34.3 (47.1)        | -0.2 | 岡部幸雄 | 57          | （ダイゴウシュール）   |
| 0000.06.11 | 阪神   | 宝塚記念          | GI   | 芝2200m（良） | 16    | 7     | 13    | 22.5（8人）    | 5着  | 2:15.4 (50.1)        | -1.4 | 松永昌博 | 56          | イナリワン             |
| 0000.07.09 | 中京   | 高松宮杯          | GII  | 芝2000m（稍） | 14    | 6     | 9     | 08.2（4人）    | 2着  | 1:59.3 (35.8)        | -0.4 | 松永昌博 | 57          | メジロアルダン         |
| 0000.10.29 | 京都   | スワンS           | GII  | 芝1400m（良） | 16    | 8     | 15    | 03.5（1人）    | 1着  | 1:21.7 (46.1)        | -0.6 | 松永昌博 | 59          | （イーグルシャトー）   |
| 0000.11.19 | 京都   | マイルCS          | GI   | 芝1600m（良） | 17    | 3     | 4     | 04.0（2人）    | 2着  | 1:34.6 (46.9)        | -0.0 | 武豊     | 57          | オグリキャップ         |
| 0000.11.26 | 東京   | ジャパンC         | GI   | 芝2400m（良） | 15    | 3     | 5     | 48.6（13人）   | 13着 | 2:24.2 (48.9)        | -2.0 | 松永昌博 | 57          | ホーリックス           |
| 1990.01.05 | 京都   | 金杯（西）        | GIII | 芝2000m（良） | 14    | 3     | 4     |                |      | （出走取消）         |      | 武豊     | 61          | オサイチジョージ       |
| 0000.04.22 | 東京   | 京王杯SC          | GII  | 芝1400m（重） | 18    | 8     | 18    | 01.8（1人）    | 5着  | 1:24.6 (37.9)        | -1.3 | 武豊     | 59          | シンウインド           |
| 0000.05.13 | 東京   | 安田記念          | GI   | 芝1600m（良） | 16    | 6     | 11    | 09.0（3人）    | 6着  | 1:33.4 (35.3)        | -1.0 | 河内洋   | 57          | オグリキャップ         |
| 0000.06.10 | 阪神   | 宝塚記念          | GI   | 芝2200m（良） | 10    | 4     | 4     | 49.1（8人）    | 6着  | 2:15.5 (50.2)        | -1.5 | 松永昌博 | 57          | オサイチジョージ       |
| 0000.06.24 | 中京   | CBC賞             | GII  | 芝1200m（良） | 16    | 8     | 15    | 02.1（1人）    | 2着  | 1:08.4 (34.2)        | -0.1 | 武豊     | 58          | パッシングショット     |
| 0000.07.08 | 中京   | 高松宮杯          | GII  | 芝2000m（良） | 14    | 2     | 2     | 02.1（1人）    | 1着  | 1:59.4 (35.1)        | -0.3 | 武豊     | 59          | （シンウインド）       |
| 0000.10.07 | 東京   | 毎日王冠          | GII  | 芝1800m（良） | 10    | 7     | 9     | 02.8（2人）    | 5着  | 1:47.2 (35.0)        | -0.5 | 河内洋   | 59          | ラッキーゲラン         |
| 0000.10.28 | 東京   | 天皇賞（秋）      | GI   | 芝2000m（良） | 18    | 3     | 6     | 08.9（4人）    | 3着  | 1:58.4 (35.4)        | -0.2 | 武豊     | 58          | ヤエノムテキ           |
| 0000.11.18 | 京都   | マイルCS          | GI   | 芝1600m（良） | 18    | 3     | 5     | 01.6（1人）    | 2着  | 1:33.8 (46.1)        | -0.2 | 武豊     | 57          | パッシングショット     |
| 0000.12.16 | 中山   | スプリンターズS   | GI   | 芝1200m（良） | 16    | 1     | 1     | 03.8（1人）    | 1着  | R 1:07.8 (34.5)      | -0.4 | 武豊     | 57          | （ルイテイト）         |
| 1991.04.21 | 東京   | 京王杯SC          | GII  | 芝1400m（良） | 18    | 3     | 5     | 03.1（1人）    | 4着  | 1:22.1 (34.9)        | -0.6 | 武豊     | 59          | ダイイチルビー         |
| 0000.05.12 | 東京   | 安田記念          | GI   | 芝1600m（良） | 16    | 7     | 14    | 01.8（1人）    | 3着  | 1:34.1 (35.7)        | -0.3 | 武豊     | 57          | ダイイチルビー         |
| 0000.06.09 | 京都   | 宝塚記念          | GI   | 芝2200m（良） | 10    | 7     | 9     | 17.1（4人）    | 10着 | 2:15.7 (48.8)        | -2.1 | 岸滋彦   | 56          | メジロライアン         |
| 0000.06.23 | 中京   | CBC賞             | GII  | 芝1200m（不） | 11    | 4     | 4     | 01.6（1人）    | 9着  | 1:12.1 (36.8)        | -1.3 | 武豊     | 59          | フェイムオブラス       |
| 0000.10.06 | 東京   | 毎日王冠          | GII  | 芝1800m（稍） | 13    | 7     | 10    | 10.3（8人）    | 6着  | 1:46.9 (36.4)        | -0.8 | 松永昌博 | 59          | プレクラスニー         |
| 0000.10.26 | 京都   | スワンS           | GII  | 芝1400m（良） | 16    | 8     | 16    | 06.2（3人）    | 8着  | 1:21.3 (45.8)        | -0.7 | 武豊     | 59          | ケイエスミラクル       |
| 0000.11.17 | 京都   | マイルCS          | GI   | 芝1600m（良） | 15    | 4     | 6     | 10.6（3人）    | 8着  | 1:35.7 (47.4)        | -0.9 | 田原成貴 | 57          | ダイタクヘリオス       |

- タイム欄のRはレコード勝ちを示す。
- 枠番・馬番の太字は単枠指定を示す。内容は日本中央競馬会『中央競馬全重賞競走成績』GI編[17]、古馬関東編[18]、古馬関西編[19]のほか、netkeiba.comおよびJBISサーチに基づく。

## 引退後
種牡馬としては13シーズン供用されたが、初年度の種付け頭数がわずか7頭にとどまるなど人気が出ず、13年間で血統登録頭数38頭、出走頭数は3頭を差し引いた35頭にとどまった。バンブー牧場の竹田辰紀によれば、種牡馬時代から牝馬にあまり興味がなく精力絶倫というタイプではなかったという。それでも地方競馬の重賞勝ち馬を2頭出した。2005年の種付けシーズン前に種牡馬を引退して故郷のバンブー牧場で余生を過ごし、2014年8月7日に牧場にて老衰で死亡した。

### 主な産駒
- ヨシノメモリー（サラ系3歳優駿、荒尾ダービー、肥後菊賞、荒尾金盃）[23]
- ボナンザーメモリー（中京盃）[24]

## 特徴・エピソード
- 1991年の宝塚記念では、実況の杉本清から「今年もあなたの、私の夢が走ります。あなたの夢はメジロマックイーンかライアンかストーンか。私の夢はバンブーです」と、後に杉本の名物実況となる「私の夢（馬券）」対象馬として初めて指名された。しかし負けても3着や4着あたりならさして注目されないところを結果は最下位入線の惨敗で、杉本はみんなからからかわれる羽目となった。杉本は次の週に厩舎で武邦彦に「邦ちゃん堪忍してえな、大恥かいたやんか」と愚痴をこぼしたが、邦彦はバンブーメモリーを世話しながら「走らんかったね」と素っ気なかったと後に自著で記している[25]。
- 島田によると、レースで追えなくなったりするので個々の馬に特別な愛情をかけない主義の武豊が例外的に愛情をかけていた馬で[6]、以下のようなところがあったという。
  - レースでは常に行きたがる癖があったが、武豊によればそれは気性が悪いのではなく、「自分の足が速いことを知っていて、それを見せたくていつもウズウズしている」[6]とのこと[26]。1990年のスプリンターズステークスではそのことがプラスに作用したが[7]、調教でも同じ感じで厩舎前でまたがった瞬間にその気配が感じられ、調教馬場に入った時にピークに達して全力疾走する有様[26]。その暴走癖で栗東トレーニングセンターの調教レコードを二度マークしたが、その時の調教でまたがっていたのが、馬を制御することでは定評のあった河内洋であった[26]。前述の1991年宝塚記念で騎乗依頼を受けた岸滋彦は、「バンブーメモリー特別メニュー」なる筋肉トレーニングをジムでこなしたが、端的に言えばそういうトレーニングが必要なほどに引っ張っていく力がすさまじい代物であった[26]。それゆえに、気合をつけて追走するのが基本の短距離のレースでは、長手綱でハミを外しながら乗るという方策が取られていた[26]。引退式でも「暴走」していたという[26]。
  - 厩舎の馬房の中では、誰かが入るたびに馬房から首を突き出すのが恒例で、隣の馬房にはオースミシャダイがいたが、オースミシャダイが人と接しようとするなら首を伸ばして口を開け威嚇することがしばしばあり、そのたびにオースミシャダイは首を引込めざるを得なかった[26]。またニンジンなどを食べる時も、他馬のそれと比べてひときわ大きい音を立てて食べるのが常だった[27]。
- ターフビジョンで流される「安田記念を目指す有力馬の動向」という類のVTRで、他馬が調教の様子のVTRだったのに対して「海をバックに顔だけをカメラに向けている」という内容のVTRが映されたことがある[27]。

## 血統表
| バンブーメモリーの血統                                | バンブーメモリーの血統               | バンブーメモリーの血統 | （血統表の出典） | （血統表の出典） |
| 父系                                                  | エルバジェ系                         | エルバジェ系           | エルバジェ系     | [ § 2 ]          |
| 父 *モーニングフローリック Morning Frolic 1975 栃栗毛 | 父の父Grey Dawn 1962 芦毛            | Herbager               | Vandale          | Vandale          |
| 父 *モーニングフローリック Morning Frolic 1975 栃栗毛 | 父の父Grey Dawn 1962 芦毛            | Herbager               | Flagette         |                  |
| 父 *モーニングフローリック Morning Frolic 1975 栃栗毛 | 父の父Grey Dawn 1962 芦毛            | Polamia                | Mahmoud          | Mahmoud          |
| 父 *モーニングフローリック Morning Frolic 1975 栃栗毛 | 父の父Grey Dawn 1962 芦毛            | Polamia                | Ampola           |                  |
| 父 *モーニングフローリック Morning Frolic 1975 栃栗毛 | 父の母Timely Affair 1971 黒鹿毛      | Bold Hour              | Bold Ruler       | Bold Ruler       |
| 父 *モーニングフローリック Morning Frolic 1975 栃栗毛 | 父の母Timely Affair 1971 黒鹿毛      | Bold Hour              | Seven Thirty     |                  |
| 父 *モーニングフローリック Morning Frolic 1975 栃栗毛 | 父の母Timely Affair 1971 黒鹿毛      | Friendly Relations     | Nearctic         | Nearctic         |
| 父 *モーニングフローリック Morning Frolic 1975 栃栗毛 | 父の母Timely Affair 1971 黒鹿毛      | Friendly Relations     | Flaring Top      |                  |
| 母 マドンナバンブー 1978 鹿毛                         | 母の父*モバリッズ Moubariz 1971 鹿毛 | Sing Sing              | Tudor Minstrel   | Tudor Minstrel   |
| 母 マドンナバンブー 1978 鹿毛                         | 母の父*モバリッズ Moubariz 1971 鹿毛 | Sing Sing              | Agin the Law     |                  |
| 母 マドンナバンブー 1978 鹿毛                         | 母の父*モバリッズ Moubariz 1971 鹿毛 | Musaka                 | Guard's tie      | Guard's tie      |
| 母 マドンナバンブー 1978 鹿毛                         | 母の父*モバリッズ Moubariz 1971 鹿毛 | Musaka                 | *アーテミサ      |                  |
| 母 マドンナバンブー 1978 鹿毛                         | 母の母ニンバスバンブー 1964 栗毛     | *ニンバス              | Nearco           | Nearco           |
| 母 マドンナバンブー 1978 鹿毛                         | 母の母ニンバスバンブー 1964 栗毛     | *ニンバス              | Kong             |                  |
| 母 マドンナバンブー 1978 鹿毛                         | 母の母ニンバスバンブー 1964 栗毛     | ヤシマテンプル         | *セフト          | *セフト          |
| 母 マドンナバンブー 1978 鹿毛                         | 母の母ニンバスバンブー 1964 栗毛     | ヤシマテンプル         | 神正             |                  |
| 母系(F-No.)                                           | 種正系(FN:5-h)                       | 種正系(FN:5-h)         | 種正系(FN:5-h)   | [ § 3 ]          |
| 5代内の近親交配                                       | Nearco 5×4                           | Nearco 5×4             | Nearco 5×4       | [ § 4 ]          |
| 出典                                                  | 1. 2. 3. 4.                          | 1. 2. 3. 4.            | 1. 2. 3. 4.      | 1. 2. 3. 4.      |

- 半弟にバンブーゲネシス（マーチステークス）[29]。近親にスプリングバンブー（小倉記念）、バンブーマリアッチ（愛知杯）[29]。